# Sinularia schleyeri
Sinularia schleyeri is een zachte koraalsoort uit de familie Alcyoniidae. De koraalsoort komt uit het geslacht Sinularia. Sinularia schleyeri werd in 1993 voor het eerst wetenschappelijk beschreven door Benayahu. 